# Interacciones no covalentes
Una interacción no covalente se diferencia de un enlace covalente en que no se comparten electrones, sino que involucran variaciones más dispersas de interacciones electromagnéticas entre moléculas o dentro de una misma molécula. La energía química liberada en la formación de una interacción no covalente es típicamente en el orden de los 1-2 kcal/mol. Pueden clasificarse en cuatro grandes categorías, electroestática, interacciones π, fuerzas de Van der Waals e interacciones hidrofóbicas. De hecho, gracias a las fuerzas de Van der Waals los gecos pueden trepar por las paredes.
Las interacciones no covalentes son el tipo dominante de interacción entre supramoléculas en química supramolecular y su papel es crítico en mantener la estructura tridimensional de moléculas grandes, tales como proteínas y ácidos nucleicos. Además, participan en varios procesos biológicos en que moléculas grandes se unen específicamente, pero pasajeramente, la una con la otra. Estas interacciones pueden influir fuertemente en el diseño de fármacos, grado de cristalización y diseño de materiales, en particular para autoensamblaje, y en general para la síntesis de varios compuestos orgánicos.
La fuerza intermolecular son un subconjunto de las interacciones no covalentes, debido simplemente a que estas pueden ser tanto intermolecular, como la interacción entre moléculas de agua, e intramolecular, como el plegamiento de proteínas. Las fuerzas intermoleculares, por el otro lado, son definidas como interacciones entre moléculas, y no dentro de una misma molécula.